# Schwarzschnabel-Baumhopf
Der Schwarzschnabel-Baumhopf (Phoeniculus somaliensis) ist ein Vogel aus der Familie der Baumhopfe (Phoeniculidae).
Der Vogel kommt in Ostafrika, in Äthiopien, Dschibuti, Eritrea, Kenia, Somalia, Sudan und Südsudan vor.
Der Lebensraum umfasst trockene busch- oder baumbestandene Lebensräume, größere Akazien, Waldränder, Galeriewald, auch trockene Flussläufe bis 1500 bis 2120 m Höhe.
Das Artepitheton bezieht sich auf Somalia.

## Merkmale
Der Vogel ist etwa 37 cm groß und ähnelt sehr dem Baumhopf (Phoeniculus purpureus), jedoch ist der Glanz deutlicher violett und blau, der Schnabel ist schwarz, manchmal mit rot an der Basis. Jungvögel sind matter gefärbt, haben etwas Gelbbraun an der Kehle, einen kürzeren Schnabel und schwarze Beine.
Scheitel, Gesicht und Nacken sind grün, die Kehle hat grünlich kupferfarbene Federn. Die Handschwingen tragen weiße Binden, die Steuerfedern haben weiße subterminale Flecken. Die Iris ist dunkelbraun.

## Geografische Variation
Es werden folgende Unterarten anerkannt:
- P. s. somaliensis (Ogilvie-Grant, 1901), Nominatform – Südosten Äthiopiens bis
- P. s. neglectus (Neumann, 1905), – Südwesten Äthiopiens bzw. trockene dornbuschbestandene Gebiete in Zentraläthiopien
- P. s. abyssinicus (Neumann, 1903), – Norden Äthiopiens und Eritrea

## Stimme
Der Ruf ist nicht zu unterscheiden von dem des Baumhopfes (Phoeniculus purpureus).

## Lebensweise
Die Nahrung besteht aus Gliederfüßern, die am Baumstamm und den Ästen hin- und herturnend gesucht werden, mitunter auch kopfabwärts. Die Art tritt gern in lärmigen Gruppen von 4 bis 12 Vögeln auf.
Die Brutzeit liegt in Nordsomalia zwischen Februar und September, in Äthiopien bereits ab Januar.
Das Nest befindet sich in einer Baumhöhle, auch in abgestorbenen Bäumen oder in Spechtlöchern 2 bis 4&mnsp;m über dem Erdboden. Das Gelege besteht aus 3 bis 5 glänzend bläu- oder grünlichen bis grauen Eiern.

## Gefährdungssituation
Die Art gilt als nicht gefährdet (Least Concern).